# Esbat
L'Esbat est une fête païenne mineure célébrée lors des treize nuits de pleine lune par les pratiquants de la Wicca. 

## Description
La lune est le symbole de la Déesse et la pleine lune est le moment où celle-ci est dans sa plus grande puissance, ainsi les Esbats sont principalement consacrés à glorifier la Déesse par des hymnes et des invocations qui conduisent parfois à des possessions de la grande prêtresse ou d’une participante par l’esprit d’une divinité féminine. 
Les Esbats sont aussi les moments durant lesquels sont réalisés les rituels d'invocation lunaire, ou des rituels de passage que sont les cérémonies d’initiation, de baptême, de mariage et de commémoration mortuaire. C’est aussi durant ces Esbats qu’ont lieu les travaux collectifs de Wicca opérative.